# Jacques Rouvier
Jacques Rouvier (Marseille, 18 januari 1947) is een Frans pianist en pianopedagoog. 

## Levensloop
Rouvier studeerde aan het Parijse Conservatorium bij Jean Hubeau, Vlado Perlemuter, en Pierre Sancan. Hij won twee eerste prijzen als uitvoerend pianist op de "Viotti International Music Competition" in 1965 en als kamermusicus op de Muziekwedstrijd in Barcelona in 1967. Ook won hij de derde prijs van de "Marguerite Long - Jacques Thibaud International Competition" in Parijs, waar hij ex aequo eindigde met de Russische pianist Vladimir Viardo in 1971. In 1970 richtte hij een pianotrio op met Jean-Jacques Kantorow en Philippe Muller, met wie hij nog steeds speelt. Rouviers opnamen met het complete piano-oeuvre van Maurice Ravel won de Grand Prix du Disque. Naast zijn uitvoerende werk is Rouvier docent aan het Parijse Conservatorium. Bekende pianisten die hij opleidde waren Hélène Grimaud en Arcadi Volodos.